# Jesiotr sachaliński
Jesiotr sachaliński (Acipenser mikadoi, Sinosturio mikadoi) – gatunek anadromiczny ryby z rodziny jesiotrowatych (Acipenseridae).

## Systematyka
Do początku lat 90. XX wieku utożsamiany był z północnoamerykańskim jesiotrem zielonym (A. medirostris). Inni badacze sugerowali, że może być on azjatyckim podgatunkiem jesiotra zielonego. Badania genetyczne z początku lat 90. XX wieku pozwoliły jednoznacznie zaklasyfikować jesiotra sachalińskiego jako odrębny gatunek, wykazując znaczne różnice w materiale genetycznym. Według kolejnych badań oba te gatunki należy włączyć do rodzaju Sinosturio.

## Występowanie
Obszar występowania gatunku obejmuje ujścia małych rzek wybrzeża we wschodniej Rosji i Japonii, Morze Ochockie, Morze Japońskie na wschód od Hokkaido i wzdłuż wybrzeża kontynentalnej Azji aż do Wŏnsanu na południe, Morze Beringa wzdłuż Półwyspu Kamczackiego. Obecnie znane jest tylko jedno stałe tarlisko tego gatunku – rzeka Tumnin, nie dalej niż 100 km od ujścia. Sporadycznie widywany też w rzece Koppi.

## Liczebność
Od co najmniej stulecia liczba osobników tego gatunku stale się zmniejsza. Szacuje się, że na tarło do rzeki Tumnin wpływa od 10 do 30 dorosłych osobników rocznie. Pod koniec lat 80. XX wieku mówiono o około 100 osobnikach odbywających tarło w tej rzece. W 2005 roku odłowiono tylko trzy okazy, w 2008 – dwa. W latach 50. XX wieku, pomimo już wtedy niewielkiej populacji, jesiotr sachaliński był powszechnie spotykany na targach rybnych na wyspie Hokkaido.

## Budowa
Długość całkowita do 1,5 m. 5 rzędów tarczek kostnych: grzbietowy z 7–11 tarczkami, dwa rzędy boczne z 22–36, dwa rzędy brzuszne z 10. Płetwa grzbietowa składająca się z 33–40 promieni miękkich, płetwa odbytowa z 22–30.

## Ochrona i zagrożenia
Gatunek wpisany do Czerwonej Księgi IUCN jako krytycznie zagrożony wyginięciem (kategoria CR) na całym obszarze naturalnego występowania. Handel międzynarodowy jest ograniczony. Zagrożeniem dla gatunku jest przede wszystkim nielegalne kłusownictwo, tym groźniejsze w okresie godowym. Znaczenie ma też wzrastające zanieczyszczenie wód oraz budowa tam, ograniczająca rybom możliwość wędrówki w górę rzeki.